# Gausmannsweiler Sägmühle

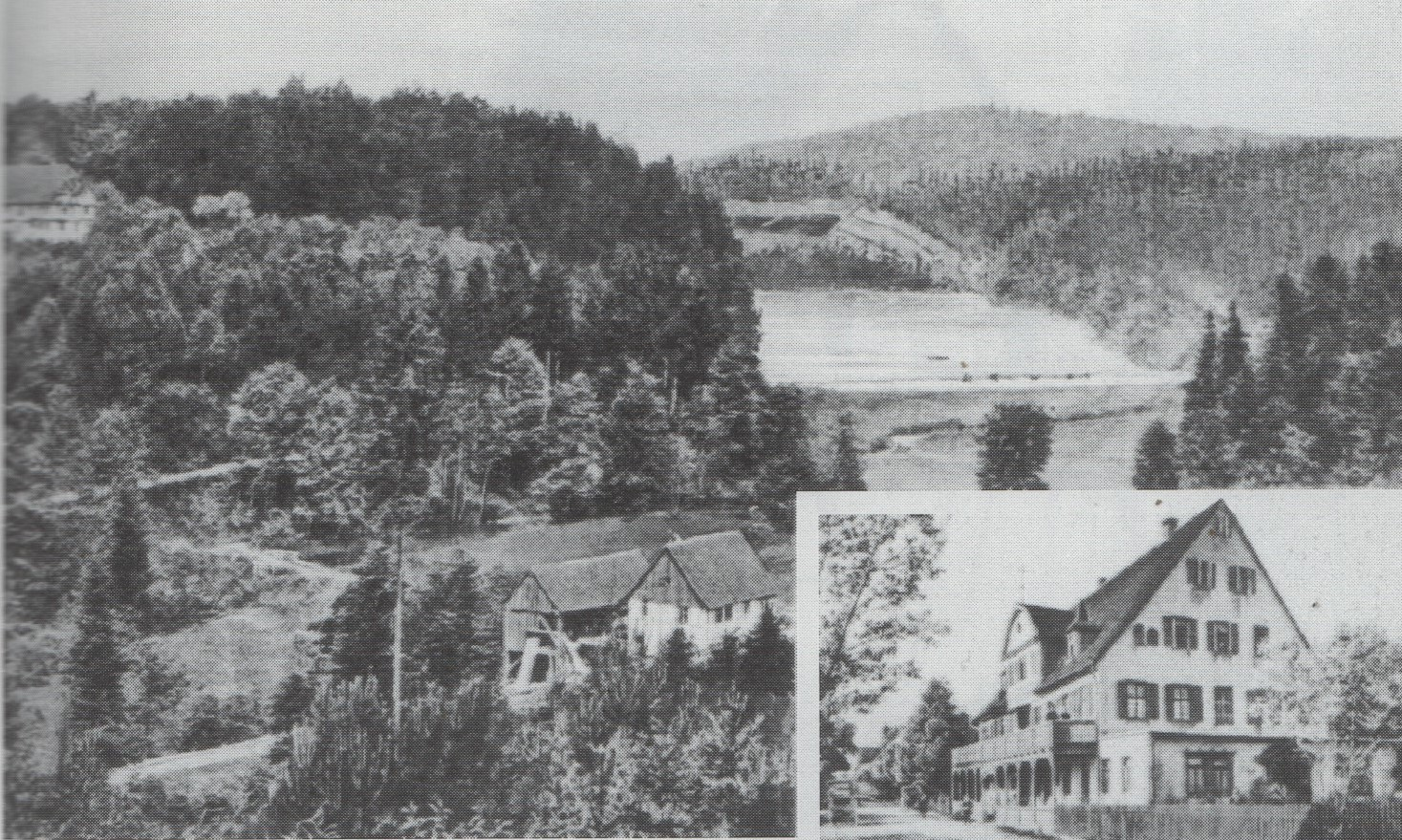
Die Gausmannsweiler Sägmühle auf einer Postkarte

Die Gausmannsweiler Sägmühle ist eine abgegangene Wassermühle im Welzheimer Wald an der oberen Wieslauf südlich des Ebnisees auf dem Stadtgebiet von Welzheim im baden-württembergischen Rems-Murr-Kreis. Von der auf etwa 455 m ü. NHN stehenden Mühle ist nur noch der Mühlenteich erhalten, in dem aus dem Ebnisee abgelassenes Wasser gesammelt wurde.

## Lage
Die Mühle stand etwa 200 Meter südlich des Ebniseedamms an einem links von der Wieslauf abgezweigten Mühlkanal. Nahebei steht heute ein neueres Wohnhaus (Ebnisee 9) und weitere 150 Meter unterhalb liegt eine Kläranlage (Ebnisee 15). Etwa einen Kilometer südlich stand einst die ebenfalls abgegangene Östliche Hägerhofer Sägmühle im Gebiet der Gemeinde Kaisersbach.

## Geschichte
Wann die Sägemühle erbaut wurde, ist nicht bekannt. Sie war jedenfalls schon zur Zeit der ersten Württembergischen Landesvermessung um 1830 vorhanden. Die Anlage hatte ein oberschlächtiges Wasserrad. Besitzer waren jeweils zu einem Viertel Gottfried Kugler, Jacob Frey, Hr. Ellinger und Jacob Höfer. Die Anlage war eine typische Bauernmühle, die von den Landwirten der Umgebung gemeinsam erbaut und betrieben wurde. Alle Bauern durften das Sägewerk entsprechend ihren Anteilen benutzen. Die Mühle wurde 1937 stillgelegt und bis nach dem Zweiten Weltkrieg wohl nur noch sporadisch genutzt. Anschließend wurde sie vollständig abgebrochen. Erhalten blieben nur der Mühlenteich und das Stauwehr.